# کاپیتول ایالت یوتا

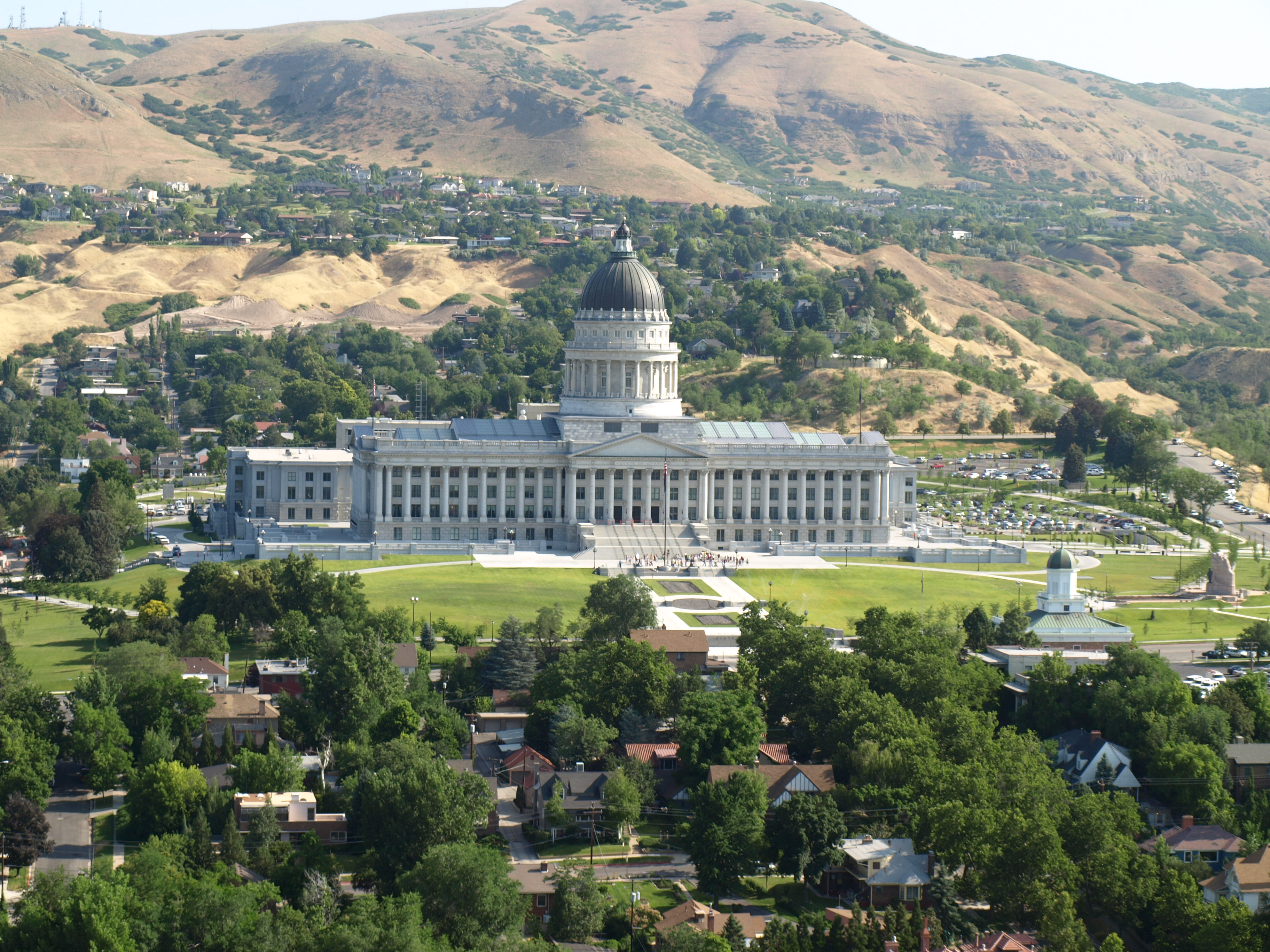

ساختمان پایتخت ایالت یوتا (Utah State Capitol) بنایی است که شاخه مقننه دولت یوتا در آن قرار دارد.
معمار بنا Richard K. A. Kletting بوده و در سال ۱۸۷۲ ساخته گردید و در سالت لیک سیتی قرار دارد.
این بنای تاریخی هم خانه مجلس ایالت است و هم فرمانداری ایالت.

## نگارخانه

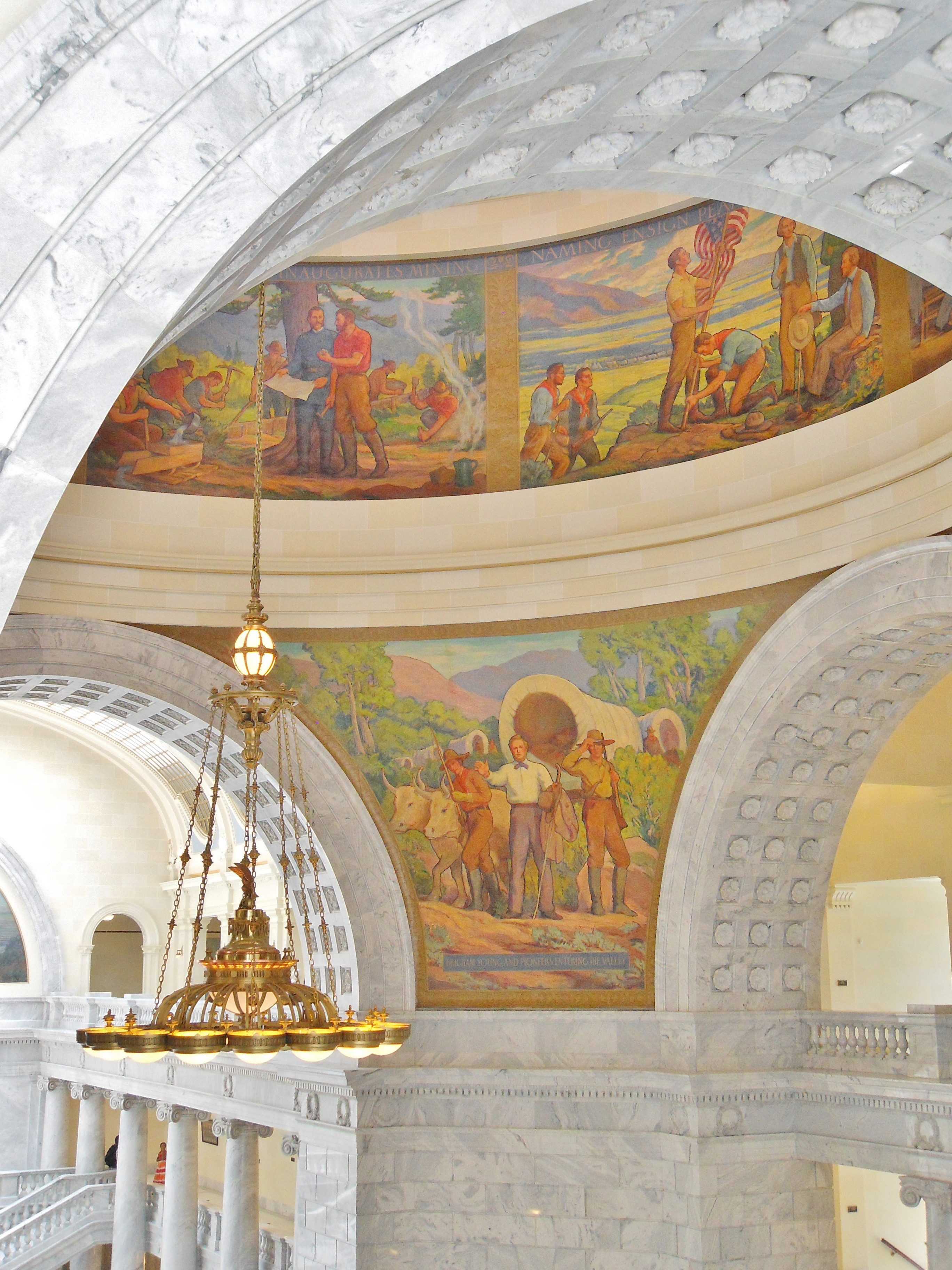
جزئیات فضای داخلی
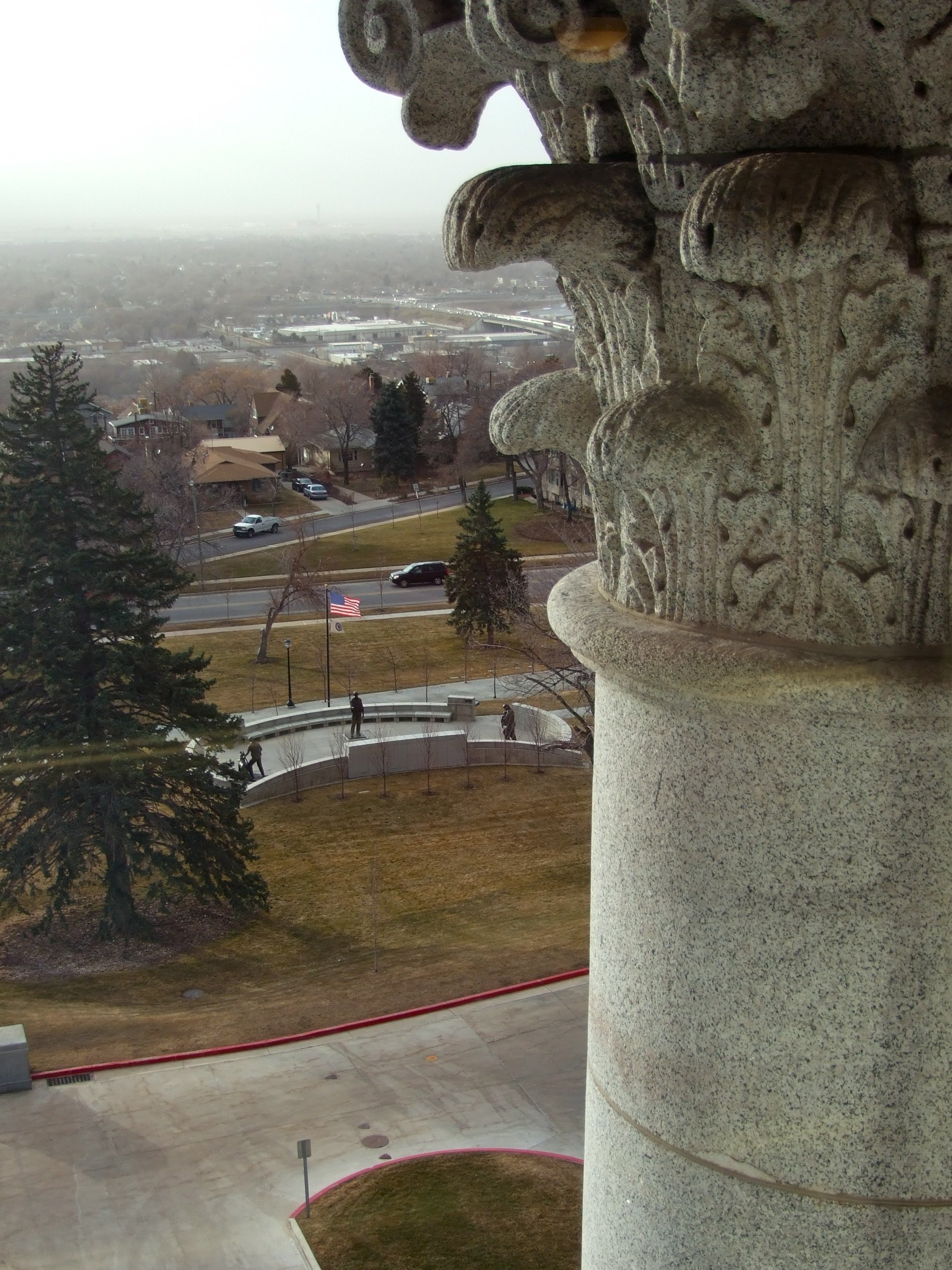
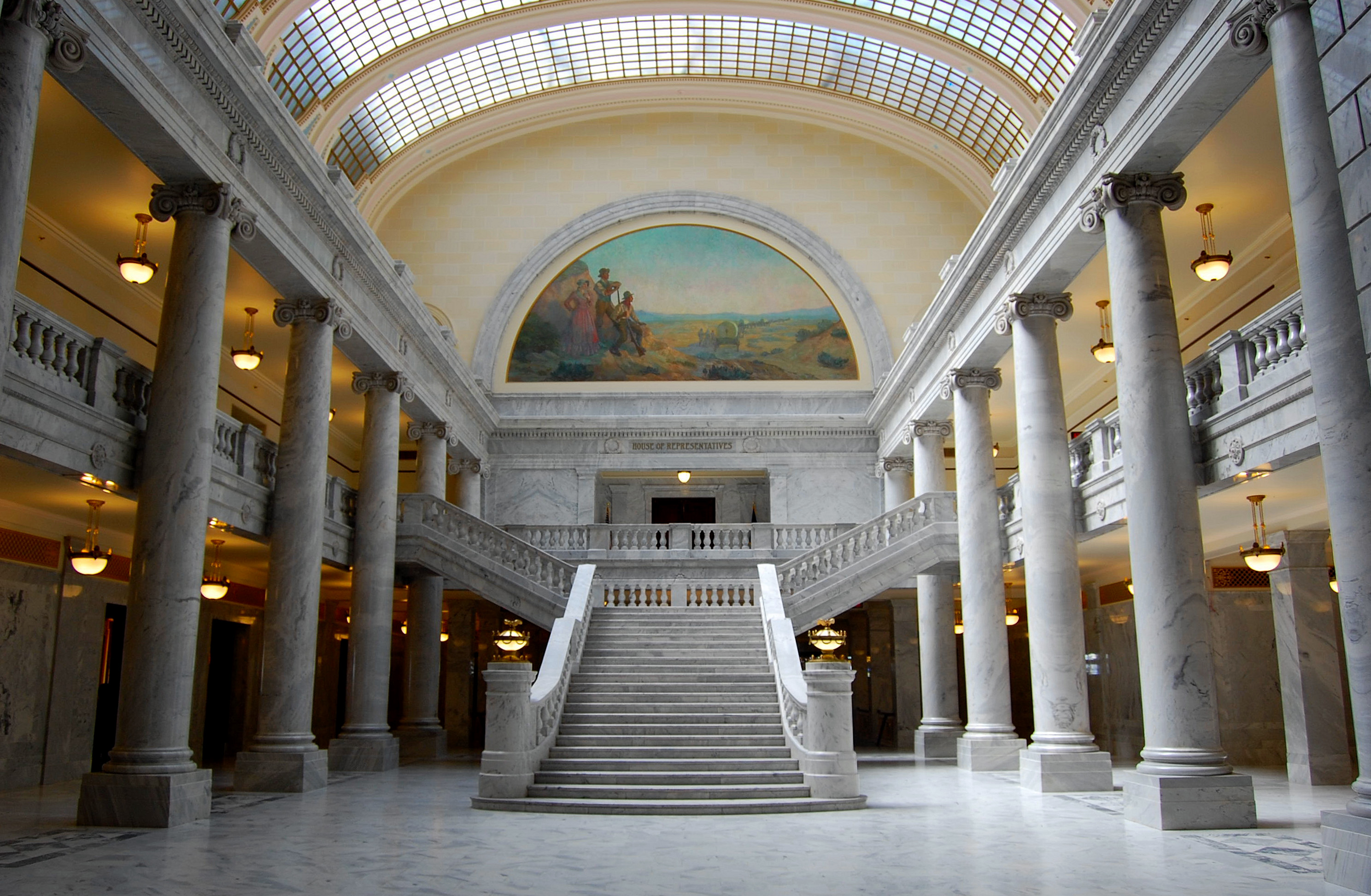
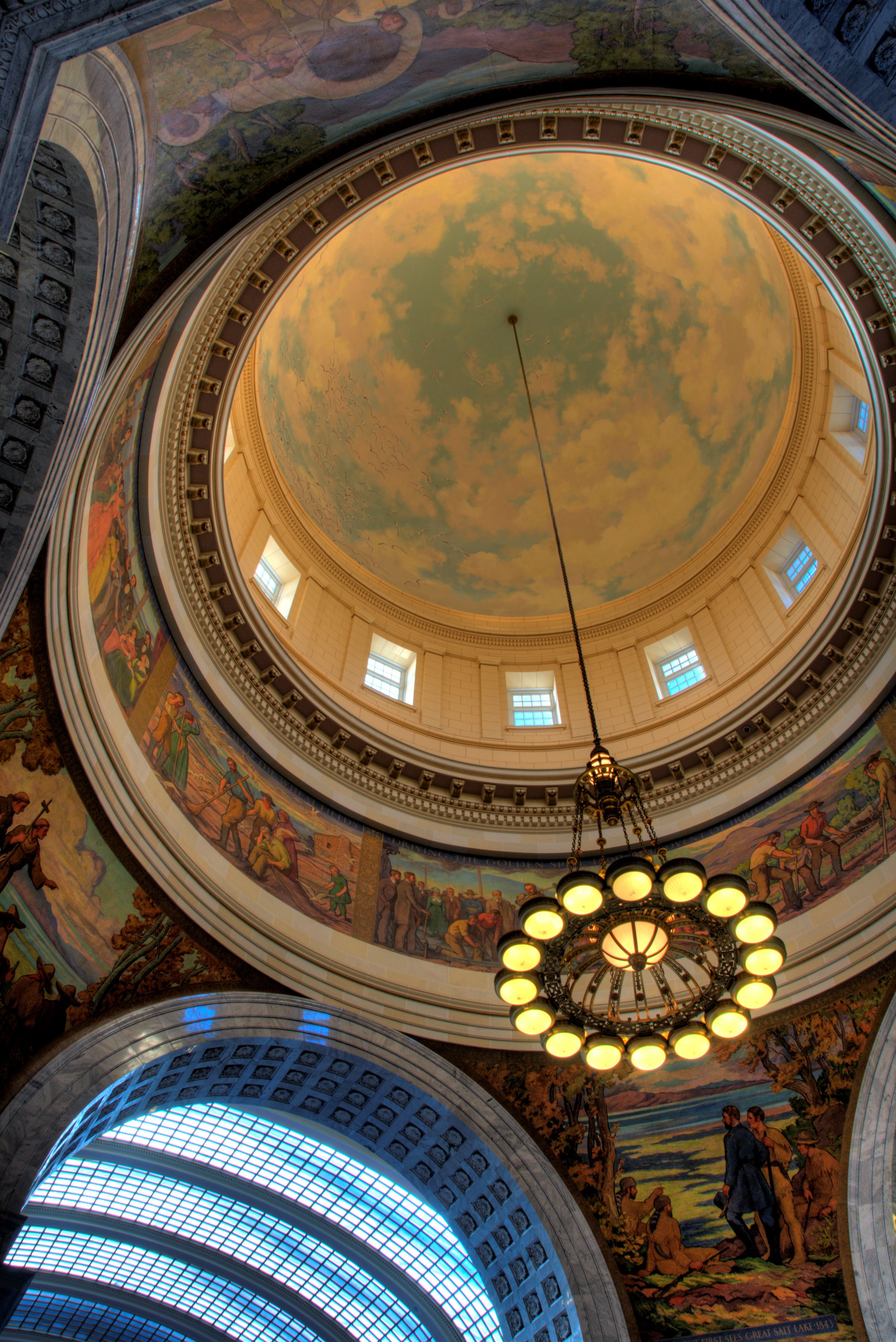
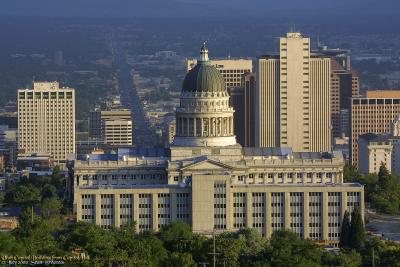
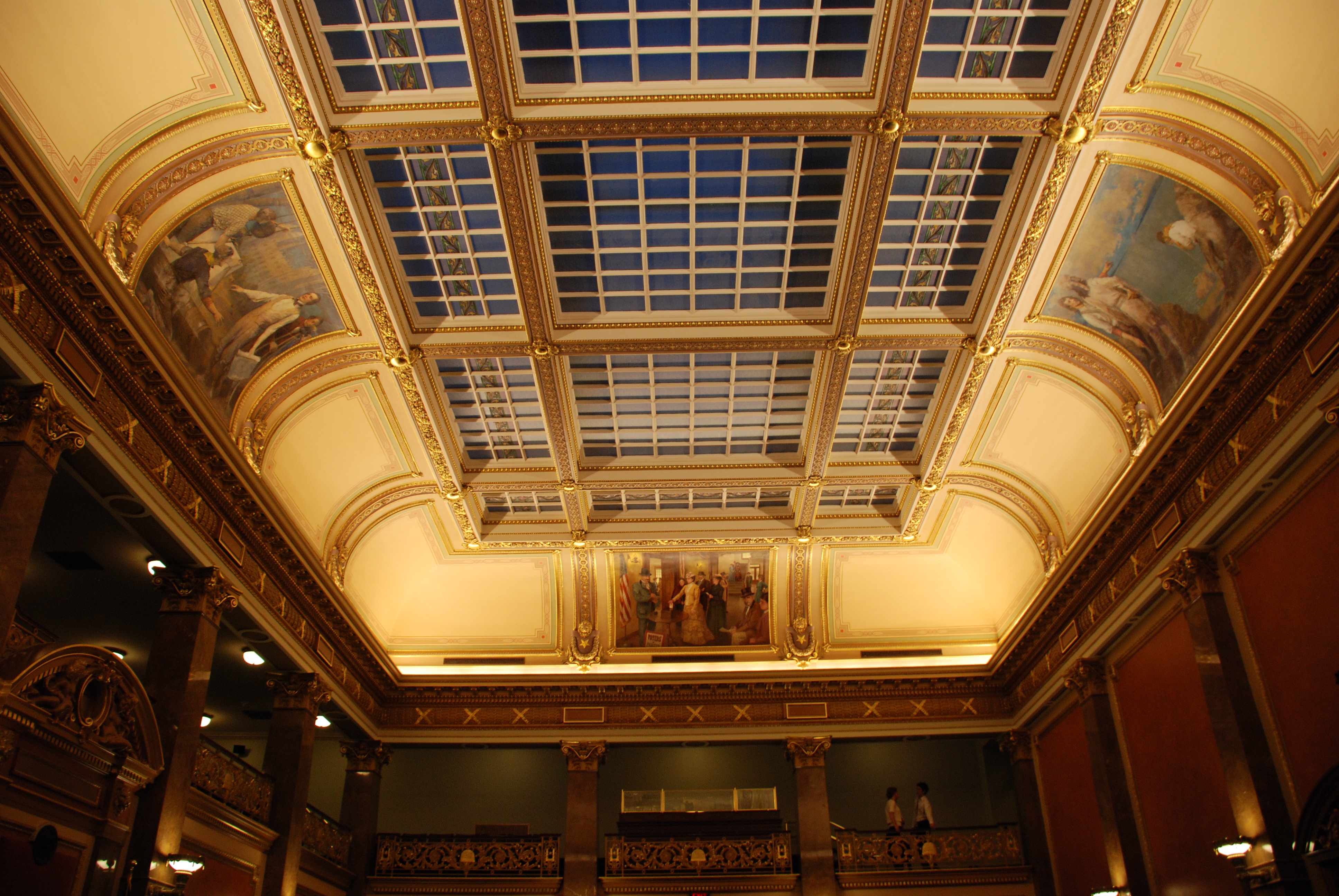
سقف در شب
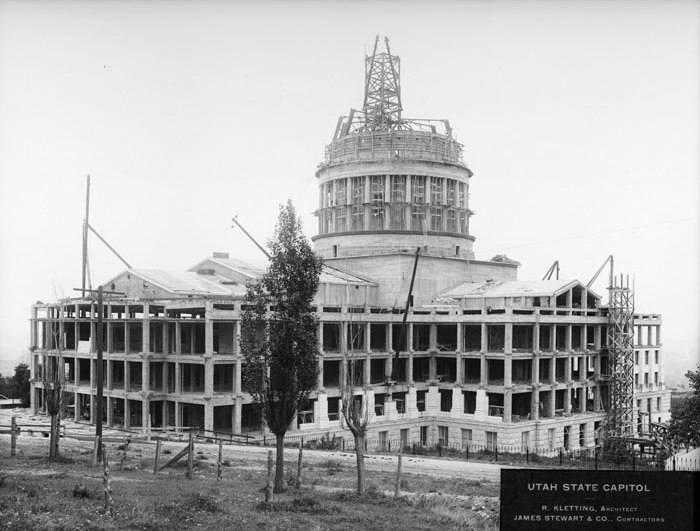
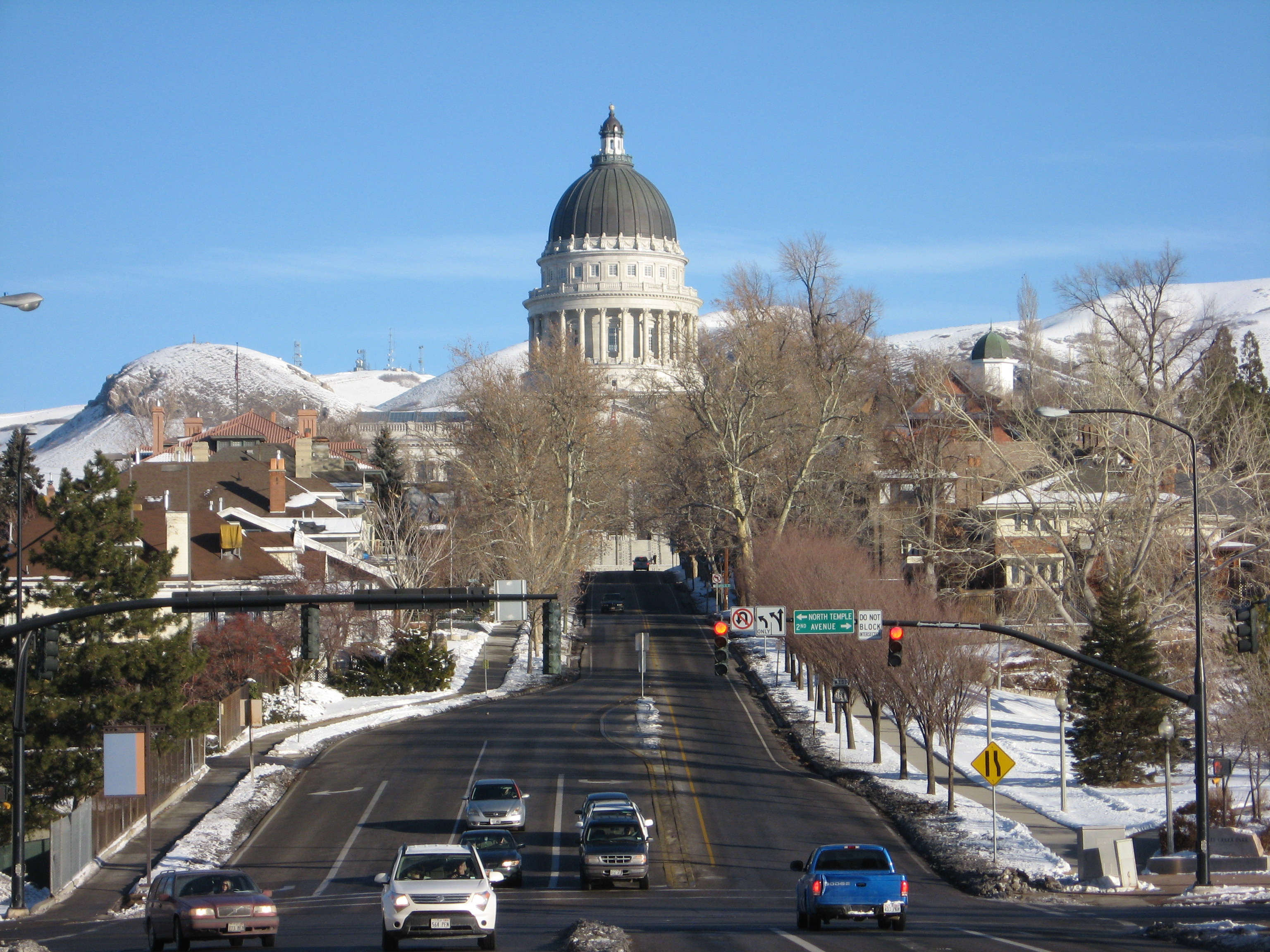
از سطح خیابان در شهر
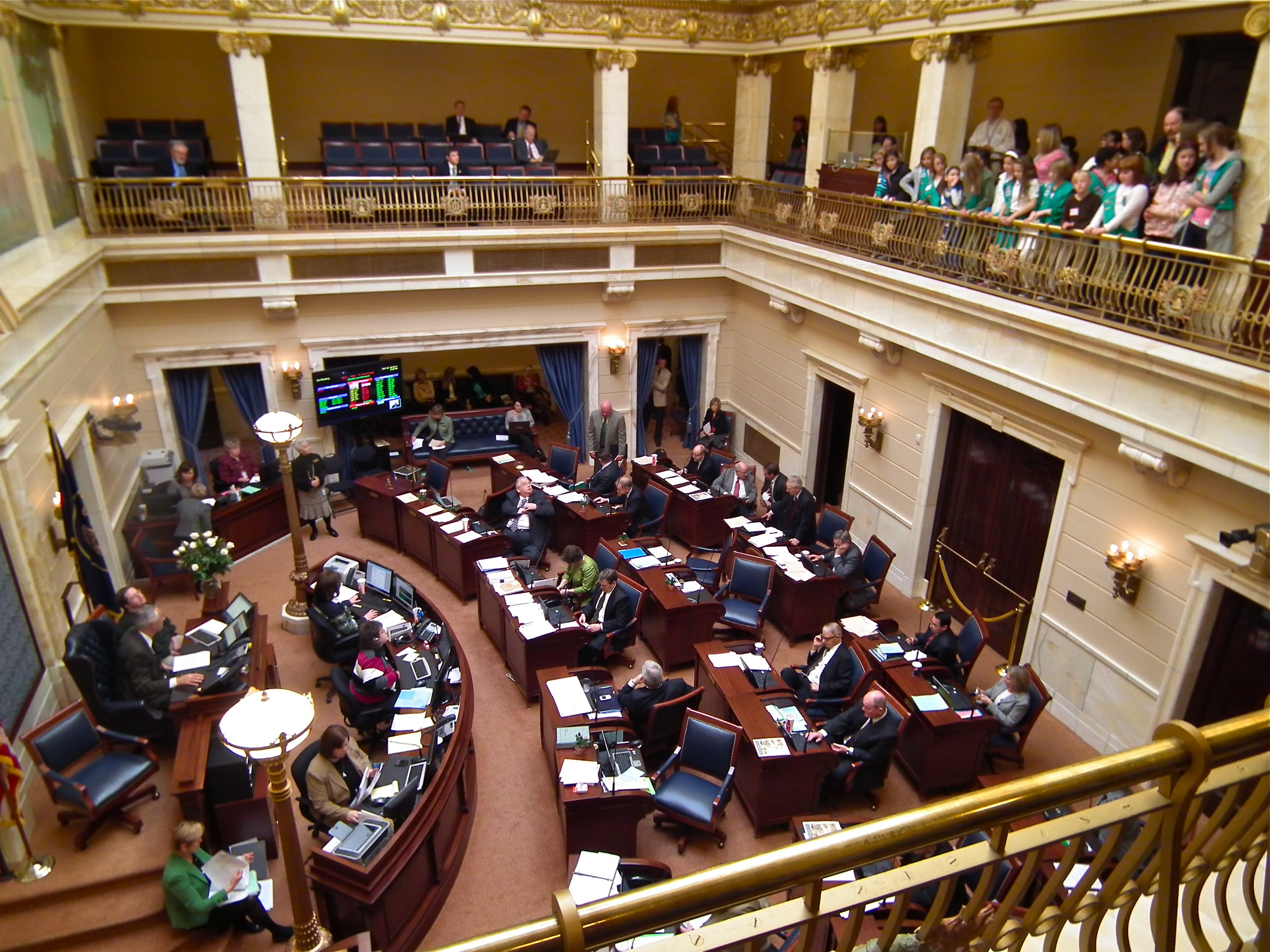
دیدار کودکان مدرسه ای از مجلس سنا هنگام کار
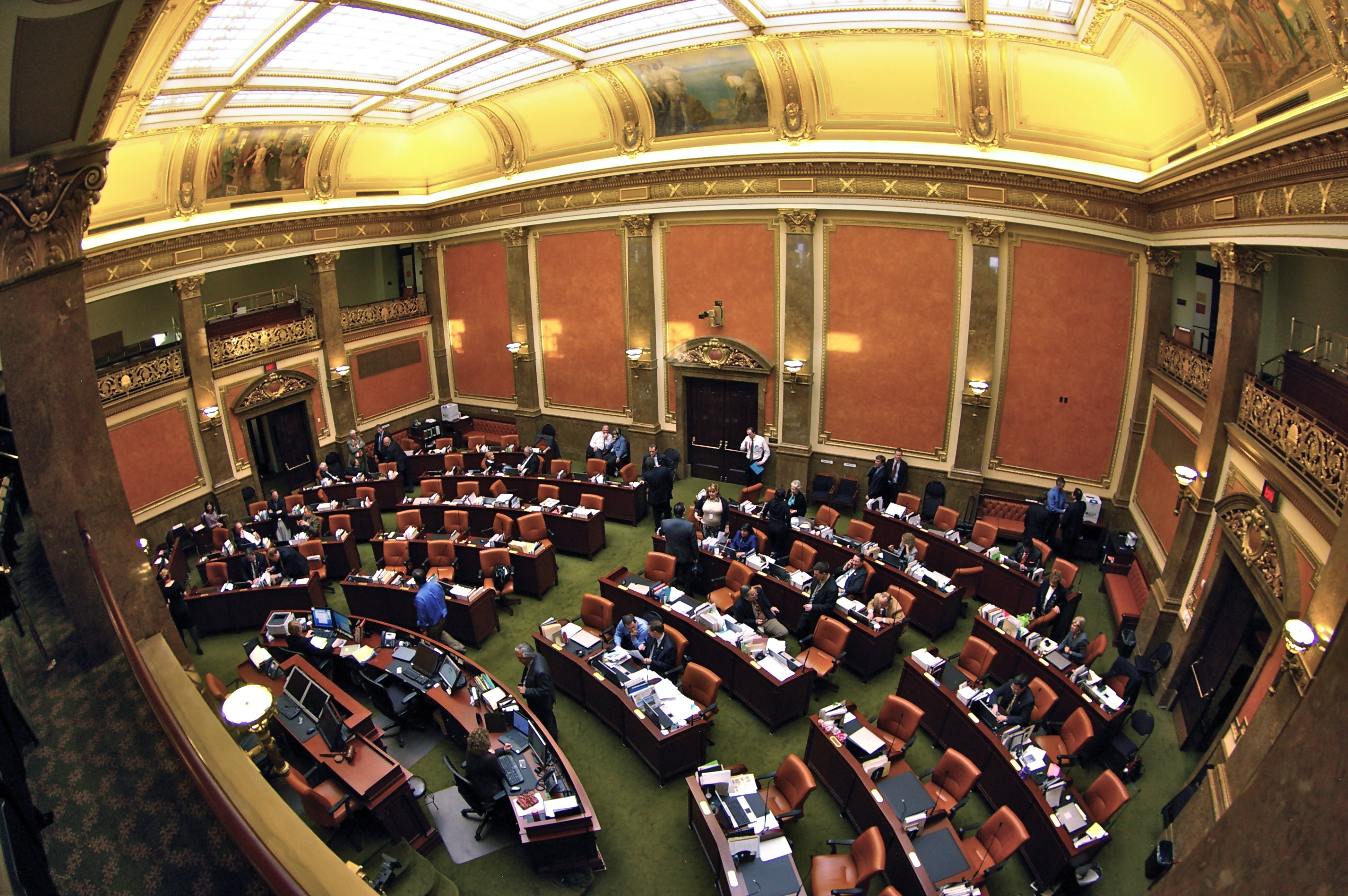
مجلس نمایندگان